# Kretzschmaria
Kretzschmaria è un genere di funghi Ascomiceti.

## Specie
- Kretzschmaria clavus
- Kretzschmaria deusta
- Kretzschmaria micropus
- Kretzschmaria pavimentosa
- Kretzschmaria sandvicensis
- Kretzschmaria zonata